# Trisomie
Von einer Trisomie (von altgriechisch τρία tría, deutsch ‚drei, dreierlei‘ und σῶμα sôma, deutsch ‚Körper‘; hier Chromosomenkörper als Träger der Erbinformationen) spricht man, wenn aufgrund einer unüblichen Reifeteilung von Eizelle oder Spermium eine genetische Mutation auftritt, bei der ein Chromosom oder ein Teil eines Chromosoms dreifach (trisom) statt zweifach (disom) in allen oder einigen Körperzellen vorliegt.
Dabei sind Trisomien, die zu den Aneuploidie gezählt werden, keine Chromosomenmutationen, da diese nur einzelnen Chromosomen betreffen, sondern werden sie zu den Genommutationen gezählt, genauer zu den nummerischen Chromosomenaberrationen, bei denen die Anzahl der vorliegenden Chromosomen erhöht ist (Polysomie).
Bei Trisomien wird zwischen zwei unterschiedlichen Formen unterschieden; bei der einfachen Trisomien liegt nur ein Chromosom verdreifacht vor, während bei sogenannten mehrfachen Trisomien mehrere Chromosomen verdreifacht vorliegen.
Die häufigsten Trisomien beruhen auf einer Verdreifachung des Chromosoms 21 (Down-Syndrom), 18 (Edwards-Syndrom) und 13 (Pätau-Syndrom).

## Ursachen
Trisomien treten oft als Folge einer Fehlverteilung der Chromosomen in der Reifung der Eizellen oder auf. Auch eine Störung bei der Reifung der Spermien ist möglich, jedoch seltener.
In der Regel liegen alle Chromosomen eines Menschen als Doppelsatz (diploid) Form vor. Verdreifachungen von Chromosomen können entstehen, wenn bei der Zellteilung statt einem Chromosom zwei Chromosomen (der gleichen Nummer) in die Keimzelle gelangen. Die befruchtete Eizelle weist dann insgesamt drei Chromosomen auf: Je eins von Mutter und Vater und ein zusätzliches von einem der beiden Elternteile. Freie Trisomien (s. u.) entstehen aufgrund einer Non-Disjunction während der Meiose, Mosaik-Trisomien (s. u.) entstehen durch Non-Disjunction während der Mitose.
Die Wahrscheinlichkeit ein Kind mit einer Trisomie zur Welt zu bringen steigt nicht nur, wie lange angenommen, mit zunehmendem Alter der biologischen Mutter, sondern wird auch durch das Alter des biologischen Vaters beeinflusst. Durch eine Studie der Columbia University wurde bekannt, dass das Risiko deutlich ansteigt, wenn die Eltern beide 40 Jahre oder älter sind. Am Beispiel des Down-Syndroms wurde nachgewiesen, dass die Häufigkeit bei 60 Fällen je 10.000 Geburten lag, wenn beide Elternteile älter als 40 Jahre waren. Dieser Wert ist sechsmal so hoch wie bei den unter 35-Jährigen.
In Deutschland für Gynäkologen verpflichtend ist, Schwangere ab dem Alter von 35 Jahren im Rahmen von Pränataldiagnostik auf die Möglichkeit einer Untersuchung der kindlichen Chromosomen hinzuweisen. Eine Reihe von Verfahren kommt für die Testung in Frage, wobei sogenannte invasiven Verfahren wie Chorionzottenbiopsie (Plazenta-Punktion), die Amniozentese oder die Nabelschnurpunktion in der Regel präziser sind. Darüber hinaus gibt es Verfahren, wie eine spezielle Blutuntersuchung (NIPD) und Ultraschall (u. a. zur Durchführung des Nackentransparenz-Tests).
Da Trisomien nicht ursächlich heilbar sind und Menschen mit Chromosomenverdreifachungen in der Regel körperliche und kognitive Beeinträchtigungen unterschiedlichen Schweregrades haben, entscheiden sich viele Schwangere oder Elternpaare für einen Schwangerschaftsabbruch.
Wenn eine Genmutation vorliegt, ist im Verlauf der Schwangerschaft sowohl die Prävalenz von Fehlgeburten, als auch von Früh- oder eine Totgeburten nachweislich erhöht.

## Formen der Trisomie
Unterschieden werden vier Formen der Trisomie:
1. Freie Trisomie
Dies ist der häufigste Trisomie-Typus: In allen Körperzellen liegt das jeweilige Chromosom komplett dreifach vor. Es ist jedoch prinzipiell möglich, dass eine freie Trisomie diagnostiziert wird, obwohl eigentlich eine Mosaik-Trisomie (s. u.) vorliegt. Freie Trisomien entstehen aufgrund meiotischer Non-Disjunction.
2. Translokations-Trisomie
Bei diesem Trisomie-Typus liegt in allen Körperzellen das jeweilige Chromosom zum Teil dreifach statt zweifach vor. Ein zusätzlicher Teil eines dritten Chromosoms hat sich an ein anderes Chromosom angelagert. Dieser „Ortswechsel“ eines Chromosoms oder eines Chromosomenstücks wird in der Genetik als Translokation bezeichnet, wobei es sich hier um eine unbalancierte Translokation handelt, da mehr genetisches Material vorhanden ist als gewöhnlich. Die Vererbung eines translozierten Chromosoms führt somit zu dieser speziellen Form der Trisomie.
3. Mosaik-Trisomie
Bei diesem Trisomie-Typus liegt nicht in allen Körperzellen das jeweilige Chromosom dreifach vor, sondern gleichzeitig eine Zelllinie mit dem üblichen diploiden Chromosomensatz. Das Vorliegen mehrerer Karyotypen innerhalb eines Organismus wird in der Genetik als Mosaik bezeichnet. Aufgrund des Vorliegens zweier verschiedener Zelllinien kann es prinzipiell vorkommen, dass bei einer Chromosomenanalyse ausschließlich Proben mit einem trisomen Chromosomensatz untersucht werden, aufgrund dessen dann eine freie Trisomie (s. o.) diagnostiziert werden würde, obgleich eine Mosaik-Trisomie vorliegt. Zum Teil sind bei Menschen mit einer Mosaik-Trisomie Merkmale des jeweiligen Syndroms in Abhängigkeit vom Anteil der disomen Zellen weniger stark ausgeprägt, wobei dies nicht zu verallgemeinern, sondern stets im Einzelfall zu betrachten ist. Mosaik-Trisomien entstehen durch mitotische Non-Disjunction.
4. Partielle Trisomie
Dieser Trisomie-Typus ist äußerst selten. Bei Menschen mit einer partiellen (teilweisen, anteiligen) Trisomie liegen die Chromosomen zwar wie üblich zweifach in allen Körperzellen vor, allerdings ist ein Teil eines der beiden jeweiligen Chromosomen verzweifacht, wodurch eines der Chromosomen etwas länger ist als das andere. Die Erbinformationen in diesem Abschnitt liegen somit insgesamt dreifach vor. Die partielle Trisomie spielt für die Forschung eine wichtige Rolle. Es wird untersucht, in welchem Zusammenhang die Trisomie bestimmter Abschnitte und Gene auf Chromosomen mit der Ausprägung bestimmter Besonderheiten steht, denn meist sind bei Menschen mit einer partiellen Trisomie Merkmale des jeweiligen Syndroms in Abhängigkeit vom jeweils trisomen Chromosomenabschnitt weniger stark ausgeprägt, wobei dies nicht zu verallgemeinern, sondern stets im Einzelfall zu betrachten ist.

## Autosomale Trisomien beim Menschen
Die bekannteste Form einer Trisomie, da weltweit bei Lebendgeburten die häufigste, ist die Verdreifachung von Material des 21. Chromosoms. Sie verursacht das Down-Syndrom (Trisomie 21), das weltweit durchschnittlich bei einem von 800 Kindern auftritt. Die Lern- und Arbeitsfähigkeit variiert je nach Schweregrad, wobei die individuelle Lebensqualität vom Menschen mit Trisomie 21 stark von ihrem sozialen Umfeld und dem Grad der Unterstützung abhängt.
Die meisten anderen Trisomien verursachen schwerwiegende körperliche Entwicklungsstörungen und sind entweder nicht mit dem Leben vereinbar oder mit einer sehr kurzen Lebenserwartung verbunden. In der Regel kommt es zu einer Fehlgeburt, oft in so frühen Schwangerschaftsstadien, dass der Verlust des Embryos nicht als solcher bemerkt, sondern die einsetzende Blutung einer Unregelmäßigkeit der Menstruation zugeschrieben wird. Die einzigen weiteren Trisomien neben Trisomie 21, die als freie (d. h. vollständige) Trisomien lebensfähig sind, sind Trisomie 18 (Edwards-Syndrom) und Trisomie 13 (Pätau-Syndrom), wobei das Risiko einer Fehlgeburt bei beiden sehr hoch und die durchschnittliche Lebenserwartung sehr gering ist, auch wenn einzelne Betroffene das Erwachsenenalter erreichen. Als partielle Trisomien oder Mosaik-Trisomien sind einige weitere Trisomien lebensfähig. Zu ihnen zählen unter anderem Trisomie 3q, Trisomie 9p, Trisomie 10p und Trisomie 12p, Trisomie 8 und Trisomie 9.

## Gonosomale Trisomien
Häufig und teils mit deutlich weniger körperlichen und kognitiven Besonderheiten verknüpft sind Verdreifachungen der Geschlechtschromosomen X bzw. Y. Hierzu zählen das Klinefelter-Syndrom (XXY-Syndrom), das XYY-Syndrom und das Triple-X-Syndrom (Trisomie X).

## Merkmale von Menschen mit Trisomie
Das Vorliegen einer Form der Trisomie bewirkt in der Regel einige Abweichungen in der körperlichen und kognitiven Entwicklung eines Menschen. Häufig finden sich z. B. Organfehlbildungen und eine eingeschränkte kognitive Leistungsfähigkeit. Diese Merkmale treten bei unterschiedlichen Trisomien in unterschiedlicher Ausprägung auf. Allgemein hängt die Intensität der jeweiligen Merkmale von der Entwicklung ab; je früher der Teilungsfehler auftrat, desto häufiger wurde er durch die genetische Verdopplung „kopiert“ und umso stärker sind die Merkmale meistens vertreten.
Je früher eine individuelle, pädagogische und medizinisch-therapeutische Unterstützung erfolgt, desto besser sind die kognitiven und körperlichen Entwicklungsmöglichkeiten. Es ist stets zu berücksichtigen, dass auch Menschen mit einer Form der Trisomie trotz ihrer besonderen genetischen Ausstattung Individuen sind, die in Abhängigkeit von den jeweiligen Möglichkeiten von Anlage- und Umweltfaktoren individuelle Schwächen und Stärken ausprägen.
Zu einzelnen Merkmalen, die bei speziellen Trisomien gehäuft auftreten, ist in den jeweiligen Artikeln genaueres nachzulesen:

## Trisomiesyndrome
- Trisomie 3 (auch partielle Trisomie 3p)
- Trisomie 8 (Warkany-Syndrom 2)
- Trisomie 9 (auch Rethoré-Syndrom / partielle Trisomie 9p)
- Trisomie 10 (auch partielle Trisomie 10q)
- Trisomie 12 (auch partielle Trisomie 12p)
- Trisomie 13 (Pätau-Syndrom)
- Trisomie 14
- Trisomie 15
- Trisomie 16
- Trisomie 18 (Edwards-Syndrom)
- Trisomie 21 (Down-Syndrom)
- Trisomie 22
- Trisomie X (Triple-X-Syndrom) bzw. XYY-Syndrom bzw. XXY-Syndrom
- Trisomie Xq28
- Triploidie